# Amphipyra alpherakii
Amphipyra alpherakii är en fjärilsart som beskrevs av Otto Staudinger 1888. Amphipyra alpherakii ingår i släktet Amphipyra och familjen nattflyn. Inga underarter finns listade i Catalogue of Life.